# 仙石政敬
仙石 政敬（せんごく まさゆき、明治5年4月20日（1872年5月26日） - 昭和10年（1935年）9月16日）は、明治時代から昭和初期にかけての官僚・政治家。子爵。

## 生涯
1872年（明治5年）、旧出石藩主・仙石政固の長男として生まれる。1891年（明治24年）7月、学習院高等学科を卒業。1893年（明治26年）、久邇宮朝彦親王の六女・素子女王と結婚した。1898年（明治31年）、東京帝国大学法科を卒業。1899年（明治32年）11月、高等文官試験に合格。
その後、一時志願兵として近衛師団に入営したが、1900年（明治33年）、足疾のために現役を免除された。宮内省諸陵頭などを務めたのち、1923年（大正12年）賞勲局総裁、1925年（大正14年）宗秩寮総裁を歴任した。1934年（昭和9年）5月、貴族院議員に補欠選挙で当選した。1935年（昭和10年）貴族院議員の在職中に死去した。63歳没。墓所は多磨霊園(12-1-5-17)にある。

## 栄典
位階
- 1909年（明治42年）7月10日 - 従四位[2]

勲章等
- 1921年（大正10年）7月1日 - 第一回国勢調査記念章[3]

## 家族
妻
- 素子（1876年 － 1918年）

久邇宮朝彦親王の六女
子女
- 久英（貴族院子爵議員）
- 日浄（公爵九条道実養女）
- 鋭子（子爵堀秀孝妻。秀孝は堀親篤の長男）
- 久茂
- 久武（伯爵松平直亮養子）
- 夏子（子爵梅渓通虎妻、池坊保子実母）

華道家元・池坊専永と読売新聞グループ本社社主の正力亨は孫娘の夫で、4代目池坊専好と池坊美佳と正力源一郎は曽孫にあたる。